# 제14여단 (육상자위대)
제14여단(일본어: 第14旅団 다이 주욘 료단[*], JGSDF 14th Brigade)은 중부방면대에 소속한 육상자위대의 여단이다. 가가와현 젠쓰지시에 있는 젠쓰지 주둔지에 주둔하고 있다.

## 역사
1981년 3월, 제13사단의 제13전차대대와 제13특과연대의 병력을 차출하여 제2혼성단을 창설하였다.
1990년 3월, 제2혼성단 전차대가 해체되었다. 1994년 3월 29일, 제2혼성단 특과대대가 니혼바라 주둔지에서 마쓰야마 주둔지로 옮겨갔다.
2006년 3월 27일, 제14여단으로 개편됨과 동시에, 같은 날 창설된 제50보통과연대를 예속받았다.
2010년 3월 26일, 제14비행대가 창설되었다.
2012년 3월, 제14설비중대와 제14통신중대가 대급으로 증편되었다.
2013년 3월 26일, 여단에서 제14화학방호대가 분리되었다.

## 편제
제2혼성단
- 혼성단 본부
- 제15보통과연대
- 제2혼성단 특과대대
- 제2혼성단 후방지원중대
- 제2혼성단 전차대, 1981년 3월 ~ 1990년 3월
- 제2혼성단 설비대
- 제2혼성단 음악대

제14여단
- 여단 본부 - 젠쓰지 주둔지
- 제15보통과연대(3개 중대) - 젠쓰지 주둔지
- 제50보통과연대(3개 중대) - 고치 주둔지
- 제14고사특과중대 - 마쓰야마 주둔지
- 제14전차중대 - 니혼바라 주둔지
- 제14비행대 - 기타도쿠시마 주둔지
- 제14설비대 - 도쿠시마 주둔지
- 제14음악대 - 가이타 주둔지
- 제14정찰대 - 젠쓰지 주둔지
- 제14통신대 - 마쓰야마 주둔지
- 제14특과대 - 호후 분둔지
- 제14후방지원대 - 젠쓰지 주둔지
- 제14화학방호대 - 젠쓰지 주둔지